# Jan Oldřich Zasius

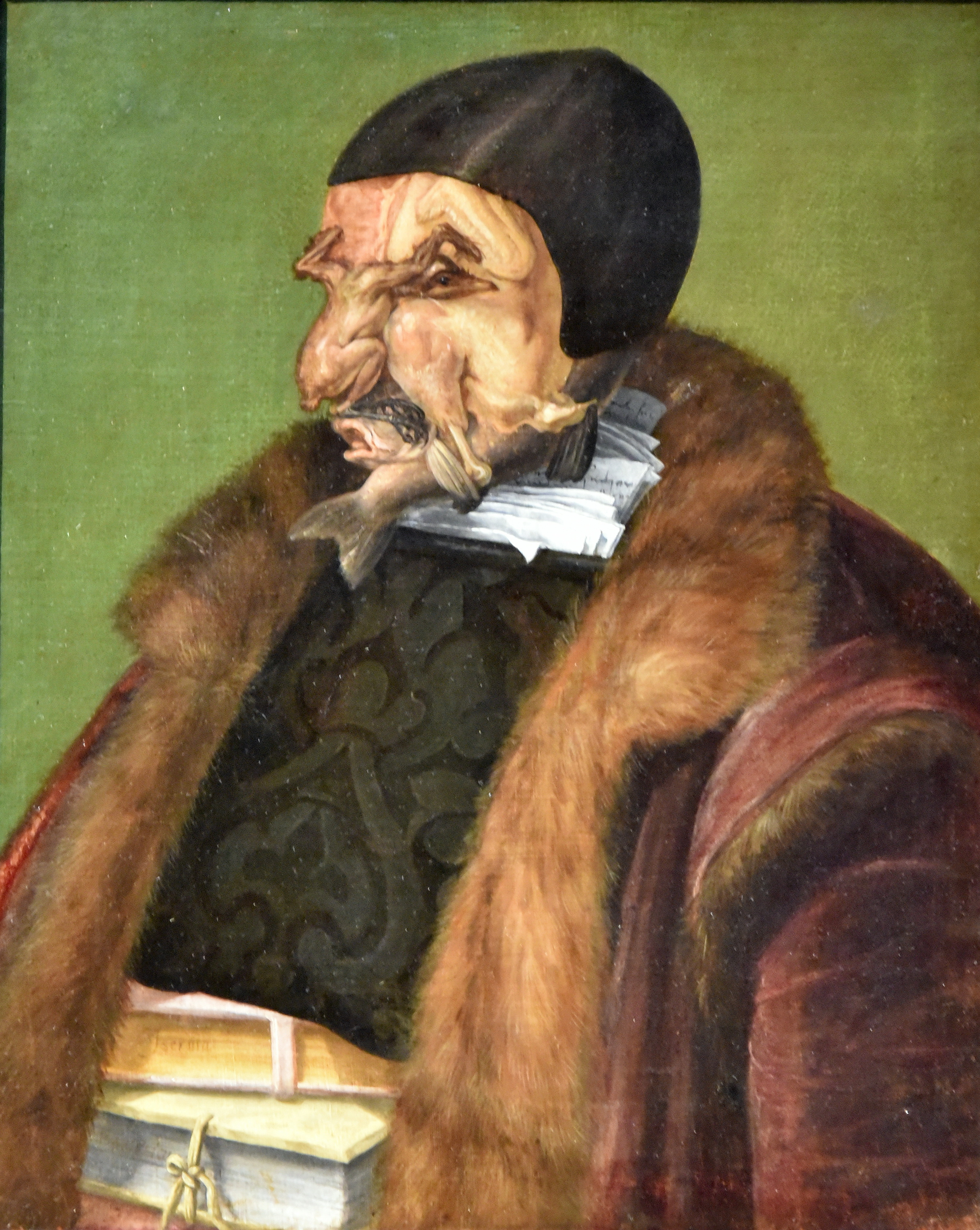
Giuseppe Arcimboldo: Právník (1566) – možný Zasiův portrét

Jan Oldřich Zasius z Rabenštejna , také Johann Ulrich Zasius von Rabenstein (11. dubna 1521 Freiburg im Breisgau – 27. dubna 1570 Praha) byl německý právník a humanista doby renesanční, který působil jako dvorský úředník, císařský rada a diplomat císařů Ferdinanda I. a Maxmiliána II. v Německu, Rakousku a v Čechách.

## Život
Jan Oldřich se narodil jako nejstarší syn právníka Oldřicha Zasia (1461–1535) a jeho druhé manželky. Jeho otec byl slavným učencem, tvůrcem městského práva a univerzitním profesorem v Kostnici. Jan stejně jako jeho otec studoval práva, a to na italských univerzitách. Roku 1534 se vrátil na univerzitu do Freiburgu im Breisgau, kde získal roku 1540 licenciát a roku 1541 obhájil doktorát. V roce 1543 byl jmenován profesorem římského práva na univerzitě v Basileji, ale následujícího roku se musel profesury vzdát kvůli své katolické víře.
V císařské kanceláři Ferdinanda I. sloužil od roku 1544. Často se účastnil jednání s říšskými knížaty, s bavorskými vévody, také u vévody Kryštofa z Würtemberka a lantkraběte Filipa Hesenského. Zasius býval rovněž přítomen na zasedáních říšského sněmu, kde vystupoval jako mluvčí Rakouska v radě knížat. V roce 1555 se zúčastnil jednání o augsburském náboženském míru. V roce 1556 zastával úřad říšského komisaře. Patřil k příznivcům říšského vicekancléře Georga Sigmunda Selda.
26. května 1565 při návratu z porady s císařem Maxmiliánem II. dostal kočár se Zasiovými a Seldovými koňmi ve Vídni smyk. Oba muži z kočáru vyskočili, Seld se smrtelně zranil a Zasius přežil jen s poraněním hlavy, takže od roku 1566 Selda vystřídal v úřadu císařského vicekancléře. Tento post zastával až do smrti.
Spekuluje se o tom, zda údajný portrét Zasiův portrét od Giuseppe Arcimbolda s označením Právník je jen groteskní kompozicí typickou pro tohoto malíře, nebo má symbolický podtext: kuřecí pečínku pro poživačnost a rybí ústa pro schopnost diplomata mluvit, ale nic konkrétního neříct.

### Rodina
Zasius byl pětkrát ženatý. Po smrti manželky Kateřiny († 1553) se v roce 1556 oženil s Marií Uttingerovou z Augsburgu († 1568), která mu zanechala čtyři malé děti. V roce 1569 se oženil s paní z Weitingu, dvorní dámou vévodkyně Renate Bavorské. Zemřel v dluzích v roce 1570 ve věku 49 let v Praze a je pohřben v katedrále svatého Víta, v kapli svatého Zikmunda. Na mramorovém epitafu má uvedena jen jména čtyř dětí ze čtvrtého manželství s Marií Uttingerovou a po stranách šest erbů, vlastního rodu Zasius von Rabenstein a rodů pěti manželek Ungelter, Uttinger, Schlierbach, Geiersberg a Lammersheim. Nad nimi je soška vzkříšeného Krista mezi dvěma putty se symboly smrti.